# Art ANSI

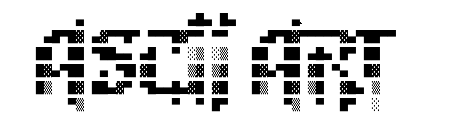
Exemple d'Art ANSI

L'art ANSI (ANSI ART en anglais) est une forme d'art graphique en mode texte similaire à l'art ASCII mais qui inclut notamment l'utilisation des couleurs.
Il fut particulièrement utilisé dans les Bulletin board system.
Il fait appel aux caractères, en particulier les caractères semi-graphiques de la page de code 437 et utilise les séquences d'échappement ANSI pour les changements de couleur.